# Hüsker Dü
Hüsker Dü war eine einflussreiche US-amerikanische Alternative/Punk-Band aus Minneapolis/Saint Paul (Minnesota). Die Besetzung bestand aus Bob Mould (Gesang/Gitarre), Greg Norton (Gesang/E-Bass) und Grant Hart (Gesang/Schlagzeug). Mould war zunächst der primäre Songwriter der Band, später schrieb Hart beinahe ebenso viele Lieder wie er. Hüsker Dü war kommerziell nie besonders erfolgreich, hatte aber einen weitaus größeren Einfluss auf die Entwicklung der Rockmusik, als die vergleichsweise geringen Verkaufszahlen vermuten lassen.

## Einordnung
Hüsker Dü begann als Hardcore-Punk-Band mit schnellem, gebrülltem Gesang, aber auch mit melodischen, gefühlvollen Momenten, die im Laufe ihrer Karriere zunehmend in den Vordergrund traten. Auf der Bühne erschien Hüsker Dü untypisch für die Hardcore-Bands dieser Zeit: Bob Mould, eine massige Gestalt, dazu der langhaarige, ungepflegt wirkende Grant Hart und der schlaksige, ruhige Norton, der meist einen gewachsten Oberlippenbart trug.
Hüsker Dü brach mit dem antitraditionalistischen Ethos der frühen Hardcore-Punkbands. Die frühen Songs weisen Einflüsse von Folk, Pop der 1960er Jahre, Blues und anderen Musikstilen auf und sind von ausgeprägter Melodik. Die Texte beinhalten kluge, scharfzüngige Ansichten zu persönlichen und sozialen Dingen. Hüsker Düs Songwriting fand breite Bewunderung, und bei den Auftritten zeigte die Band ihr außerordentliches musikalisches und improvisatorisches Können. Ihr Sound war für die damalige Zeit sehr ungewöhnlich: Bob Moulds voller, metallisch klingender Gitarrensound wurde beschrieben als „geschmolzenes Metall, das aus dem Lautsprecher rinnt“ und prägte den Klang der Band. Harts Schlagzeugspiel klang dumpf und verschleppte leicht den Beat, Norton spielte einen prägnanten, fingergezupften Bass; die Synthese dieser Elemente verlieh der Band einen als einzigartig wahrgenommenen Stil.
Die besondere Stärke von Hüsker Dü lag in der Kombination der beiden Sänger und Songwriter Mould und Hart. Die Unterschiede zwischen ihren beiden Kompositionsstilen (Mould schrieb die aggressiveren, Hart die melodischeren Songs) und ihr Wille zur Zusammenarbeit erzeugten Synergien für beide wie auch die Band.
Als eine der ersten amerikanischen Underground-Bands der 1980er Jahre unterschrieben sie einen Plattenvertrag bei einer der großen Plattenfirmen (Warner Brothers); Hüsker Dü bereitete mit diesem Schritt den Weg für den Aufstieg des so genannten Alternative-Rock einige Jahre später. Eine andere Band aus Minneapolis in dieser Zeit, die in ähnlicher Weise das Eis für den Alternative-Rock brach, waren The Replacements, mit denen Hüsker Dü eine freundschaftliche Rivalität verband.

## Geschichte
Laut einem Interview, das Hart und Norton 1984 gaben, ging Hüsker Dü aus der Band Three Guys with Skinny Ties hervor. Nach dem Buch Our Band Could Be Your Life von Michael Azerrad wurde die Band, aus der später Hüsker Dü entstand, 1978 gegründet. Mould, Hart und Norton spielten damals als Coverband zusammen mit dem Keyboarder Charlie Pine, dessen Sound die übrigen Bandmitglieder aber nicht mochten. Bei ihrem ersten öffentlichen Auftritt 1979 zog ein Freund von Hart den Stecker aus Pines Keyboard und zeigte ihm den Mittelfinger. Pine verließ die Band, so dass sie fortan nur noch ein Trio war.
Man gab sich den Namen Hüsker Dü nach einem bekannten Brettspiel namens Hūsker Dū? (siehe unten, „Name“), das mit Heavy-Metal-Umlauten geschrieben wurde. Mit diesem fremdsprachlichen, merkwürdig klingenden Namen wollte man sich von der Hardcore-Punk-Szene mit ideologisch geprägten Bandnamen wie „Social Red Youth Dynasty Brigade Distortion“ abgrenzen, zu der sich Hüsker Dü selbst nur bedingt zählten, obwohl sie die Musik gerne mochten.
1980 hatten sie bereits eine große Anzahl von Songs geschrieben und ihre Musik sich zu einem schnellen, wilden, ungezähmten Sound entwickelt. Im selben Jahr gab die damals sehr bekannte Punkband Black Flag ein Konzert in Chicago, dessen After-Show-Party in einem Tumult endete (Hart warf seine Drums von der Bühne und lieferte sich danach ein Handgemenge mit einem Angestellten des Clubs, dessen Wände Mould mit blauer Farbe beschmierte). Black Flag zeigte sich beeindruckt und tourte mit Hüsker Dü, was diesen zu einiger Popularität verhalf.
Die erste Single Statues brachte die Band 1981 auf dem Label Reflex Records von Terry Katzman heraus. Dort erschienen auch die ersten beiden LPs Land Speed Record und Everything Falls Apart, die von der Kritik gelobt wurden. Auf ihren zahlreichen Touren lernten Hüsker Dü die Band Minutemen kennen, auf deren Label New Alliance Records sie die Single In A Free Land veröffentlichte. Danach wechselte Hüsker Dü zu SST Records, einer Underground-Plattenfirma, die Greg Ginn gehörte und in den folgenden Jahren, unter anderem dank Hüsker Dü, sehr populär wurde.
1983 erschien die EP Metal Circus, mit der sich Hüsker Dü ganz klar von der Hardcore-Punk-Szene distanzierte. Die Texte wurden emotionaler und gefühlsbetonter. Sie handelten von eigenen Gefühlen, Frust, Angst, Verzweiflung und Liebe. Im nächsten Jahr wurde die Doppel-LP Zen Arcade veröffentlicht, die überwiegend als einer der musikalischen Höhepunkte der Band betrachtet wird. Zen Arcade ist ein Konzeptalbum, es handelt von einem Jungen, der sein Elternhaus verlässt und mit einer harten und gnadenlosen Welt konfrontiert wird.
Zen Arcade erhielt auch in der etablierten Musikszene große Beachtung, unter anderem eine geradezu euphorische Rezension von Mikal Gilmore im Rolling Stone, der die Platte mit Meilensteinen wie London Calling von The Clash oder Exile on Main Street von den Rolling Stones verglich. In vielen Musikzeitschriften wurde sie als eine der besten Veröffentlichungen des Jahres gewürdigt. Das Album verkaufte sich so gut, dass SST Records – damals eine kleine, finanzschwache Plattenfirma – große Mühe hatte, genügend Platten zu pressen.
Die Nachfolger New Day Rising und Flip Your Wig, die beide 1985 erschienen, setzten die musikalische Entwicklung fort, das Tempo und die Lautstärke wurden dabei etwas zurückgefahren. Die Meinungen über die relative Bedeutung und Qualität dieser beiden Alben gehen sehr weit auseinander.
Als Mitte der 1980er Jahre bekannt wurde, dass die Bandmitglieder Mould und Hart homosexuell sind, trat Hart Gerüchten entgegen, dass er eine Beziehung mit Mould unterhalte.
1986 unterschrieb die Band einen Plattenvertrag bei Warner Brothers Records, was viele in der Szene als einen Ausverkauf ansahen. Jedoch gab es auch Gegenstimmen: Thurston Moore von Sonic Youth suchte den Rat von Mould, als seine Band ein Angebot von einem Major-Label bekam. Die jungen Führungskräfte von Warner, die den Vertrag in die Wege geleitet hatten, sahen in Hüsker Dü eher ein Prestigeobjekt und weniger eine Hoffnung auf hohe Umsätze. Sie wollten mit diesem Schritt Musiker außerhalb des damals vorherrschenden Mainstream-Rocks ermutigen, die kaum Zugang zu den Vertriebswegen der Musikindustrie und Beachtung von MTV und der Musikpresse erhielten. Warner ließ damit den Worten Taten folgen, anders als Vertreter anderer Musikfirmen, die Bands wie Hüsker Dü zwar sehr schätzten, sie aber niemals unter Vertrag genommen hätten.
Ihre beiden bei Warner veröffentlichten Alben Candy Apple Grey und Warehouse: Songs and Stories (eine Doppel-LP) zeigten die Band musikalisch und inhaltlich gereift. Allerdings gehen auch hier die Meinungen weit auseinander, ob diese Entwicklung weg von den Hardcore-Roots wirklich eine Verbesserung gewesen sei. Von beiden Alben, die sich auch zeitweise auf unteren Platzierungen in den Billboard-Charts wiederfanden, wurden einige Songs vor allem von College-Radiostationen recht häufig gespielt.
Zu dieser Zeit wurden die Differenzen zwischen Mould und Hart unüberbrückbar. Hinzu kamen Drogenprobleme, insbesondere Harts Heroinsucht, während Mould versuchte, von Alkohol und Amphetaminen loszukommen. Ende 1987 war eine weitere Zusammenarbeit nicht mehr möglich, Hart verließ die Band (oder wurde hinausgeworfen, die Aussagen gehen hier auseinander), die damit aufhörte zu existieren. Später, 1994, erschien The Living End, ein Zusammenschnitt verschiedener Live-Aufnahmen.
Mould und Hart verfolgten danach eigene Projekte, teils alleine, teils mit den recht erfolgreichen Alternative-Bands Sugar (Mould) beziehungsweise Nova Mob (Hart). Greg Norton wurde Koch.
Zu einem überraschenden gemeinsamen Kurzauftritt von Mould und Hart kam es 2004 bei einem Benefiz-Konzert für den an Krebs erkrankten Bassisten von Soul Asylum, Karl Mueller. Ursprünglich war ein Einzelauftritt von Bob Mould angekündigt, an dessen Ende er jedoch Hart auf die Bühne holte und sie gemeinsam zwei Hüsker-Dü-Songs (Hardly Getting Over It und Never Talking To You Again) spielten.

## Wirkung
Die besondere Bedeutung von Hüsker Dü liegt wohl in der Vereinigung von Hardcore und Alternative Rock. Viele Musiker bezeichneten in späteren Jahren Hüsker Dü als prägend für ihre Arbeit, darunter die Pixies und Dave Grohl.
Therapy? hatte einen Hit in Großbritannien mit einer Coverversion von Harts Diane von der EP Metal Circus.
Die Karriere der Band wird beschrieben in Our Band Could Be Your Life, einer Studie über verschiedene bedeutende amerikanische Underground-Rockbands. In dem Roman Try von Dennis Cooper sind zahlreiche Referenzen und Textpassagen vom Album New Day Rising enthalten.

## Name
„Hüsker Dü“ leitet sich ab von Husker Du?, was im Dänischen und Norwegischen „Erinnerst du dich?“ bedeutet. Eine gleichnamige Musiksendung, in der alte Musical-Hits gespielt werden, läuft seit über 30 Jahren im norwegischen Fernsehen. Außerdem gab es in den 1950er Jahren ein Brettspiel der Firma Pressman namens „Hūsker Dū?“ (mit Längestrichen statt Umlauten).

## Konzerte im deutschsprachigen Raum
- September 1985: Markthalle, Hamburg; Luxor, Köln; Batschkapp, Frankfurt am Main; Remise, Bregenz.[4]
- März 1986: Luxor, Köln.
- Juni 1987: Zeche, Bochum; Knopf’s Music Hall, Hamburg; Volksbildungsheim, Frankfurt am Main; Alabamahalle, München; Messepalast, Wien.

## Diskografie

### Alben
| Jahr | Titel                        | Höchstplatzierung, Gesamtwochen, AuszeichnungChartplatzierungen (Jahr, Titel, Platzierungen, Wochen, Auszeichnungen, Anmerkungen) | Höchstplatzierung, Gesamtwochen, AuszeichnungChartplatzierungen (Jahr, Titel, Platzierungen, Wochen, Auszeichnungen, Anmerkungen) | Anmerkungen |
| Jahr | Titel                        | UK | US | Anmerkungen |
| ---- | ---------------------------- | --- | --- | ----------- |
| 1986 | Candy Apple Grey             | — | US140 (10 Wo.)US |             |
| 1987 | Warehouse: Songs and Stories | UK72 (1 Wo.)UK | US117 (10 Wo.)US | Doppel-LP   |

Weitere Alben
- 1983: Everything Falls Apart
- 1984: Zen Arcade (Doppel-LP)
- 1985: New Day Rising
- 1985: Flip Your Wig

### Livealben
- 1982: Land Speed Record
- 1994: The Living End

### EPs
| Jahr | Titel Album                          | Höchstplatzierung, Gesamtwochen, AuszeichnungChartsChartplatzierungen (Jahr, Titel, Album, Platzierungen, Wochen, Auszeichnungen, Anmerkungen) | Anmerkungen |
| Jahr | Titel Album                          | UK | Anmerkungen |
| ---- | ------------------------------------ | --- | ----------- |
| 1986 | Don’t Want to Know If You Are Lonely | UK96 (1 Wo.)UK |             |

Weitere EPs
- 1983: Metal Circus
- 1986: Sorry Somehow (Doppel-7″)

### Singles
- 1981: Statues (7″)
- 1982: In a Free Land (7″)
- 1984: Eight Miles High (7″)
- 1985: Makes No Sense at All (7″)
- 1987: Could You Be the One? (7″, 12″)
- 1987: Ice Cold Ice (7″, 12″)